# Bodemgroefkopje
Het bodemgroefkopje (Thyreosthenius parasiticus) is een spinnensoort in de taxonomische indeling van de hangmatspinnen (Linyphiidae).
Het dier komt uit het geslacht Thyreosthenius. Het bodemgroefkopje werd in 1851 beschreven door Johan Peter Westring.